# Kauffman Center for the Performing Arts
Il Kauffman Center for the Performing Arts è un centro per le arti dello spettacolo nel centro di Kansas City, Missouri, USA, tra la 16ª e Broadway, vicino al Power & Light District, al T-Mobile Center e al Crossroads Arts District. La sua costruzione è stata una parte importante della riqualificazione in corso del centro di Kansas City.
Il centro è stato creato come organizzazione senza scopo di lucro 501(c)(3). A differenza di altri importanti progetti di costruzione civica, nessun fondo dei contribuenti è andato alla sua costruzione. La città di Kansas City ha contribuito e gestisce un parcheggio adiacente al Kauffman Center.
È la sede dello spettacolo della Kansas City Symphony, della Lyric Opera of Kansas City e del Kansas City Ballet che in passato si è esibito alla Lyric Opera of Kansas City, otto isolati a nord del centro. Il Kauffman Center ospita due luoghi di spettacolo unici: il Muriel Kauffman Theatre e l'Helzberg Hall.
Secondo il suo sito web, la missione del Kauffman Center è "arricchire la vita delle comunità in tutta la regione, nel paese e nel mondo offrendo esperienze artistiche straordinarie e diversificate". Non solo spettacoli degni di nota si svolgono quasi ogni settimana, ma il centro è un luogo in cui la comunità KC si riunisce e celebra la ricca cultura artistica della città. Il Kauffman Center cerca di adempiere a questa missione offrendo un'ampia selezione di spettacoli e anche offrendo programmi specifici per connettersi con i giovani nell'area di Kansas City.

## Costruzione

### Origini
Muriel McBrien Kauffman discusse per la prima volta la sua idea di un centro per le arti dello spettacolo a Kansas City con la sua famiglia e la comunità nel 1994. Dopo la sua morte l'anno successivo, sua figlia e presidente della Fondazione Muriel McBrien Kauffman, Julia Irene Kauffman, iniziò a mandare in avanti il progetto. Uno studio di fattibilità fu condotto nel 1997: il risultato fu un rapporto che fornì a Julia Irene Kauffman e al resto del consiglio una base pratica su cui iniziare a costruire la visione di Muriel Kauffman.
Nel 1999 la Muriel McBrien Kauffman Foundation acquistò un appezzamento di terreno di 18,5 acri appena a sud del quartiere centrale degli affari. La Fondazione annunciò che questo sito sarebbe stato la sede del proposto centro per le arti dello spettacolo. Nel 2000 l'allora consiglio del Metropolitan Kansas City Performing Arts Center aveva ristretto il pool di potenziali architetti a quattro. Alla fine scelsero Moshe Safdie, un modernista pluripremiato noto per edifici come Habitat 67 a Montreal, in Canada, il Khalsa Heritage Centre in India, il resort Marina Bay Sands a Singapore e il Crystal Bridges Museum of American Art a Bentonville, in Arkansas. Poco dopo arrivò a Kansas City per vedere di persona il sito e, mentre era a cena con Julia Irene Kauffman, abbozzò un'idea per il centro sul suo tovagliolo. Presto quello schizzo si sarebbe evoluto in un'icona architettonica e la casa per le arti dello spettacolo a Kansas City.
Safdie presentò il suo piano nel maggio 2002 e quattro anni dopo, il 6 ottobre 2006, fu scavato il terreno per quello che ora era stato ufficialmente chiamato Kauffman Center for the Performing Arts.

### Progetto e costruzione

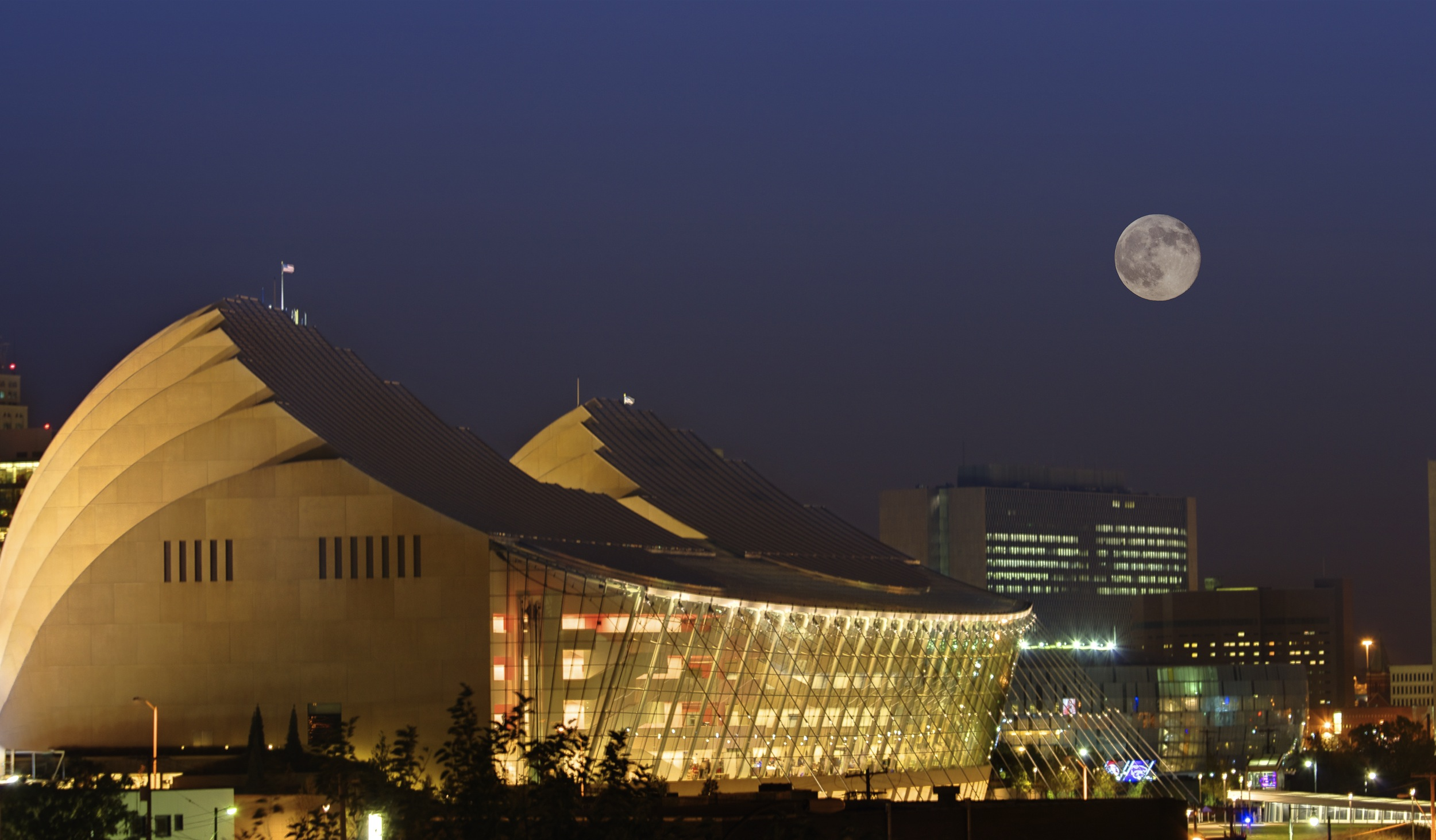
Il Kauffman Center per le arti dello spettacolo

I requisiti tecnici e gli standard rigorosi richiesti da una struttura come il Kauffman Center ne hanno fatto una delle strutture più complesse al mondo da progettare e costruire. L'edificio, che richiese quasi cinque anni per essere completato, contiene 40 000 piedi quadrati (3 716 mq.) di vetro, 25 000 iarde cubi (19 114 metri cubi) di cemento e 27 cavi d'acciaio. L'ingresso principale, la Brandmeyer Great Hall, è costruita con un soffitto di vetro e pareti di vetro inclinate che offrono una vista panoramica di Kansas City a sud. I ventisette cavi d'acciaio sulla facciata sud sono ancorati in incastri che pesano circa una tonnellata e mezza e gli incastri sono un'estensione delle fondamenta e del substrato roccioso sotto l'edificio. Quando i cavi d'acciaio sono stati tesi durante il processo di costruzione, l'intera struttura d'acciaio si è spostata da due a sei pollici (15,24 centimetri) a sud. Questo tensionamento fornisce stabilità alla struttura e mantiene saldamente in posizione la lobby di vetro. Il Kauffman Center copre 13 acri (53.000 m2), inclusi giardini paesaggistici oltre l'Arts District Garage di 1.000 posti di proprietà della città. Il costo del progetto è stato di circa 413 milioni di dollari, che include sia una dotazione operativa di 40 milioni di dollari che la costruzione del garage della città di 47 milioni di dollari. Il Kauffman Center è stato progettato dall'architetto principale Moshe Safdie, dall'acustica Yasuhisa Toyota, dal consulente teatrale Theatre Projects Consultants e Richard Pilbrow e dallo studio di ingegneria Arup. L'azienda locale BNIM è stato l'architetto associato. L'appaltatore principale era il J.E. Dunn Construction Group di Kansas City.

### Architettura

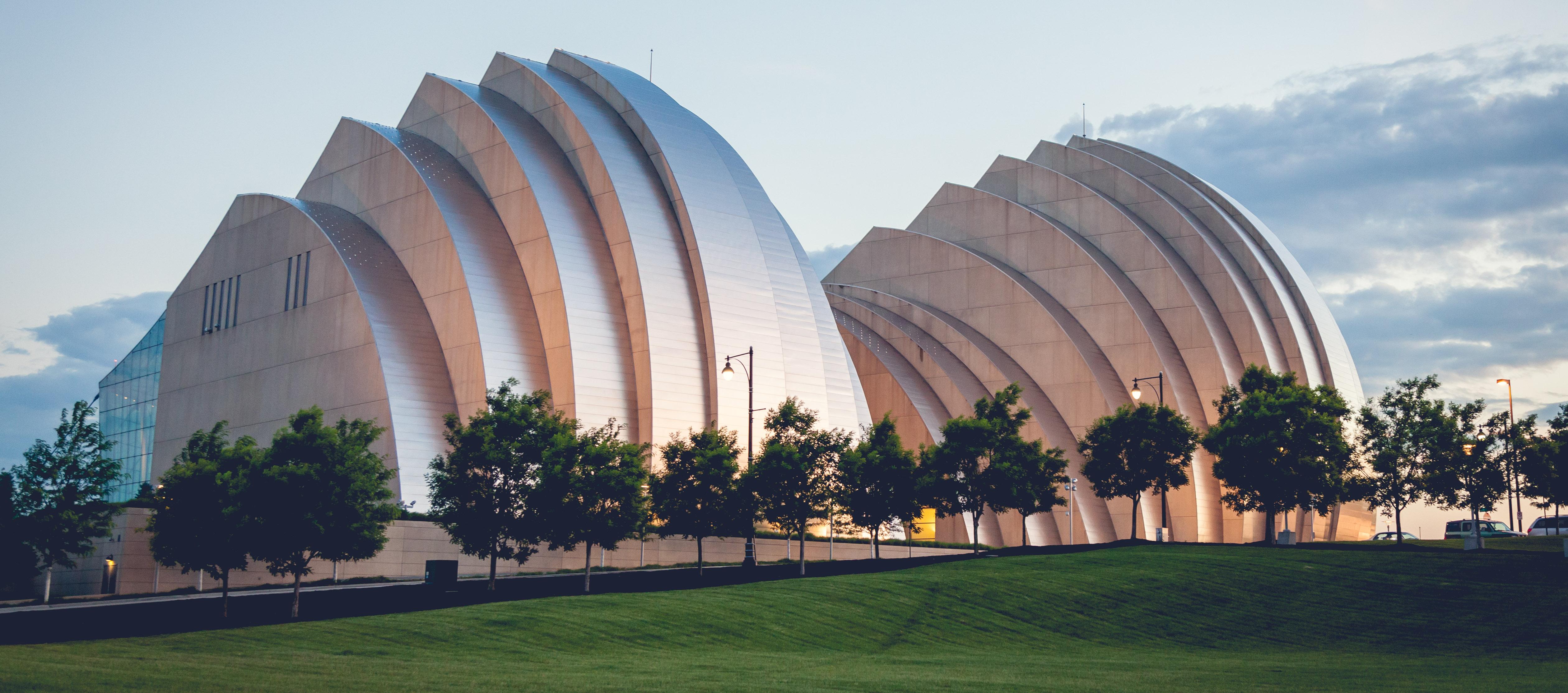
Una vista del Kauffman Center for the Performing Arts visto dal Kansas City Convention Center

L'esterno del centro è costituito da due semigusci simmetrici di archi verticali concentrici che si aprono verso sud. Ogni conchiglia ospita un luogo di esibizione acusticamente indipendente, sebbene l'area del retroscena sia condivisa. La facciata sud del centro è realizzata interamente in vetro. Safdie descrive la lobby come "un ampio portico vetrato contenuto da una struttura simile a una tenda di vetro". Per chi si trova all'interno della Brandmeyer Great Hall, il vetro mette in mostra Kansas City; per chi è all'esterno, il Kauffman Center diventa come un terrario, rivelando le migliaia di partecipanti retroilluminate contro il bianco interno.

## Strutture per gli spettacoli
Il Kauffman Center for the Performing Arts di 26 477 m² ospita due sale per spettacoli: il Muriel Kauffman Theatre e l'Helzberg Hall. Le sedi condividono lo spazio dietro le quinte che corre per l'intera lunghezza del Kauffman Center. Ci sono camerini che possono ospitare più di 250 artisti, insieme a 11 sale prove. Il Kauffman Center si unisce al Lincoln Center come un altro dei pochi centri per le arti dello spettacolo nel paese ad avere due (o più) luoghi per spettacoli in un edificio. Un altro esempio è il Kennedy Center di Washington, DC.
Questa decisione di avere due sale, ciascuna su misura per uno scopo specifico, piuttosto che un edificio multiuso, ha ricordato a molti residenti di Kansas City una decisione simile negli anni '70, quando Ewing Kauffman e i funzionari della città decisero di costruire stadi separati per i Kansas City Chiefs e i Kansas City Royals, piuttosto che un'unica arena per entrambi. Entrambi i palchi sono stati affittati per eventi privati e la lobby è caratterizzata da vetrate a tutta altezza, punti ristoro all'avanguardia, negozio di articoli da regalo e scale architettonicamente corroboranti.

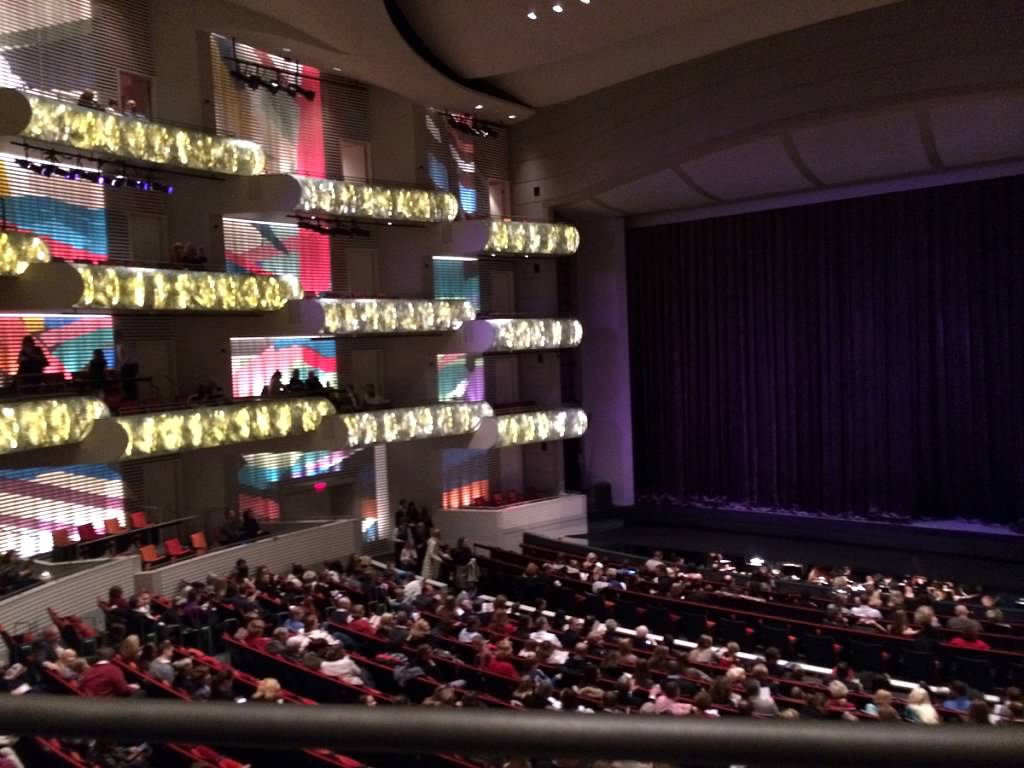
Veduta del Muriel Kauffman Theater dal piano rialzato

Il Muriel Kauffman Theatre è un teatro da 1 800 posti il cui design è stato ispirato dai grandi teatri d'opera europei. Con più gallerie e posti a sedere su entrambi i lati del teatro, gli spettatori sono molto più vicini al palco rispetto alla maggior parte degli altri luoghi tipo auditorium. Le gallerie e i palchi, caratterizzati da sedili ricoperti in varie tonalità di rosso, vantano anche balaustre che brillano di luci dorate e si attenuano all'inizio dello spettacolo. Le pareti ondulate del teatro sono dipinte con un murale dai colori vivaci, disegnato e realizzato dagli studenti del Kansas City Art Institute, sotto la guida di Moshe Safdie. Con un palcoscenico di 465 mq., un golfo mistico che può ospitare fino a 90 musicisti e un sistema di sartiame teatrale alto 74 piedi, il Muriel's Theatre è la sede dello spettacolo del Kansas City Ballet e della Lyric Opera of Kansas City, nonché sede di molte altre produzioni teatrali, musicali e di danza. Un'altra caratteristica del Muriel Kauffman Theatre è l'installazione del Figaro Simultext Seatback System, che mostra i sottotitoli in varie lingue sugli schienali delle sedie, al contrario della maggior parte degli altri teatri d'opera che richiedono al pubblico di guardare sopra il palco per le traduzioni dell'opera.

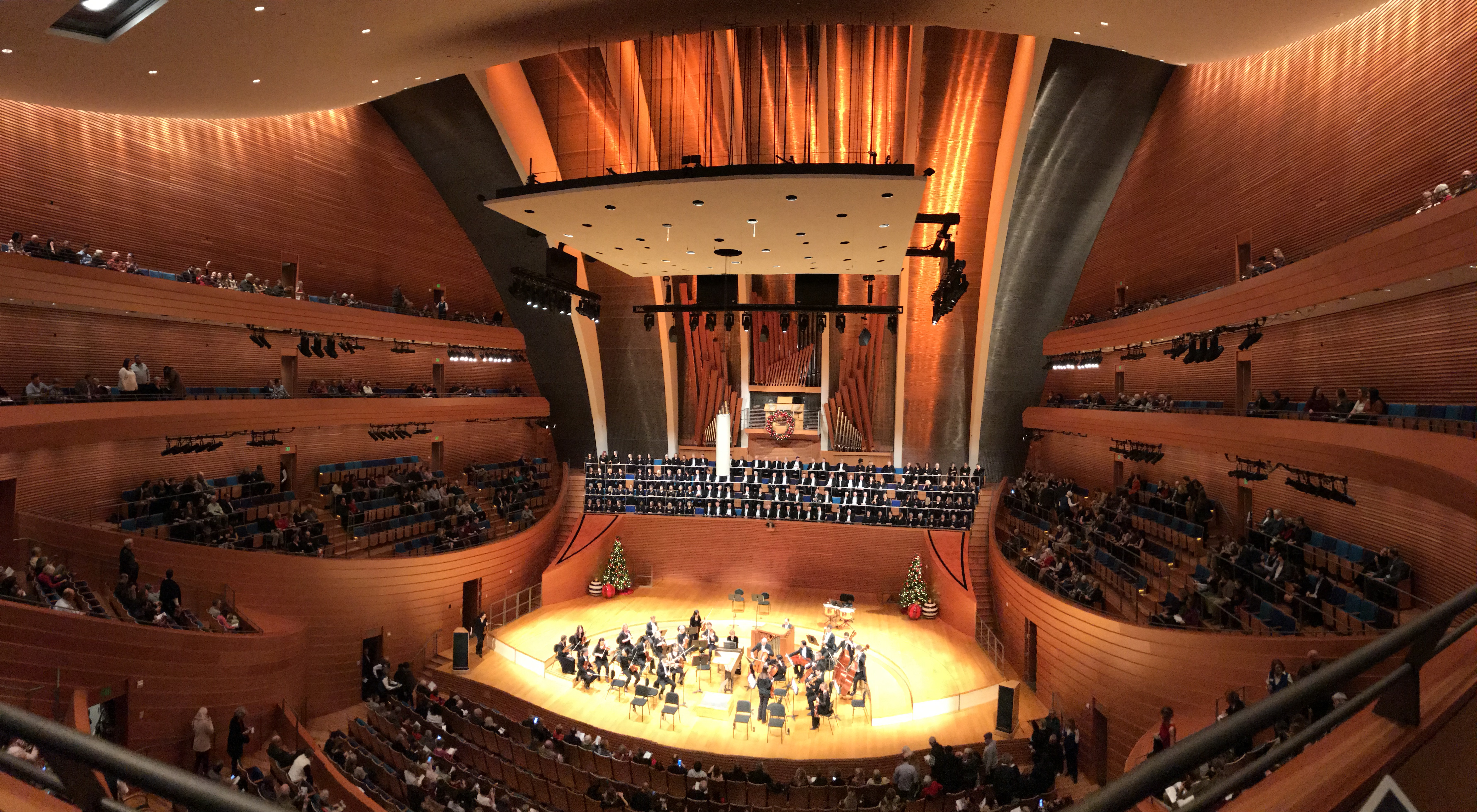
La Kansas City Symphony si prepara a iniziare la sua esibizione annuale del Messiah di Händel nella Helzberg Hall.

La Helzberg Hall è una sala da concerto di forma ovale da 1 600 posti ed è la sede della Kansas City Symphony. Poiché il palco si estende per circa un terzo dello spazio, anche il sedile più lontano dal palco è a soli 30 metri di distanza. La Helzberg Hall presenta posti a sedere in stile vigneto su tutti e quattro i lati del palco, aggiungendo un'atmosfera intima allo spazio. Safdie lo spiega così: "Fin dall'inizio, volevamo una sala che fosse intima e in cui il pubblico fosse coinvolto con i musicisti in una sensazione di abbraccio". All'interno del palco stesso ci sono montanti motorizzati, che possono giacere piatti o salire su un livello, a seconda delle esigenze della performance. La Helzberg Hall ospita anche un organo a canne da 79 registri e 102 tastiere costruito dalla ditta Casavant Frères a Saint-Hyacinthe, Quebec, Canada. Meno del 10 percento delle 5 548 canne sono visibili a chi si trova nella sala. Il tubo più grande è alto 10 metri e pesa circa 435 kg. Dopo il processo di installazione di due mesi e un ulteriore periodo di accordatura di due mesi, l'organo fu inaugurato il 10 marzo 2012, con un concerto speciale di James David Christie.

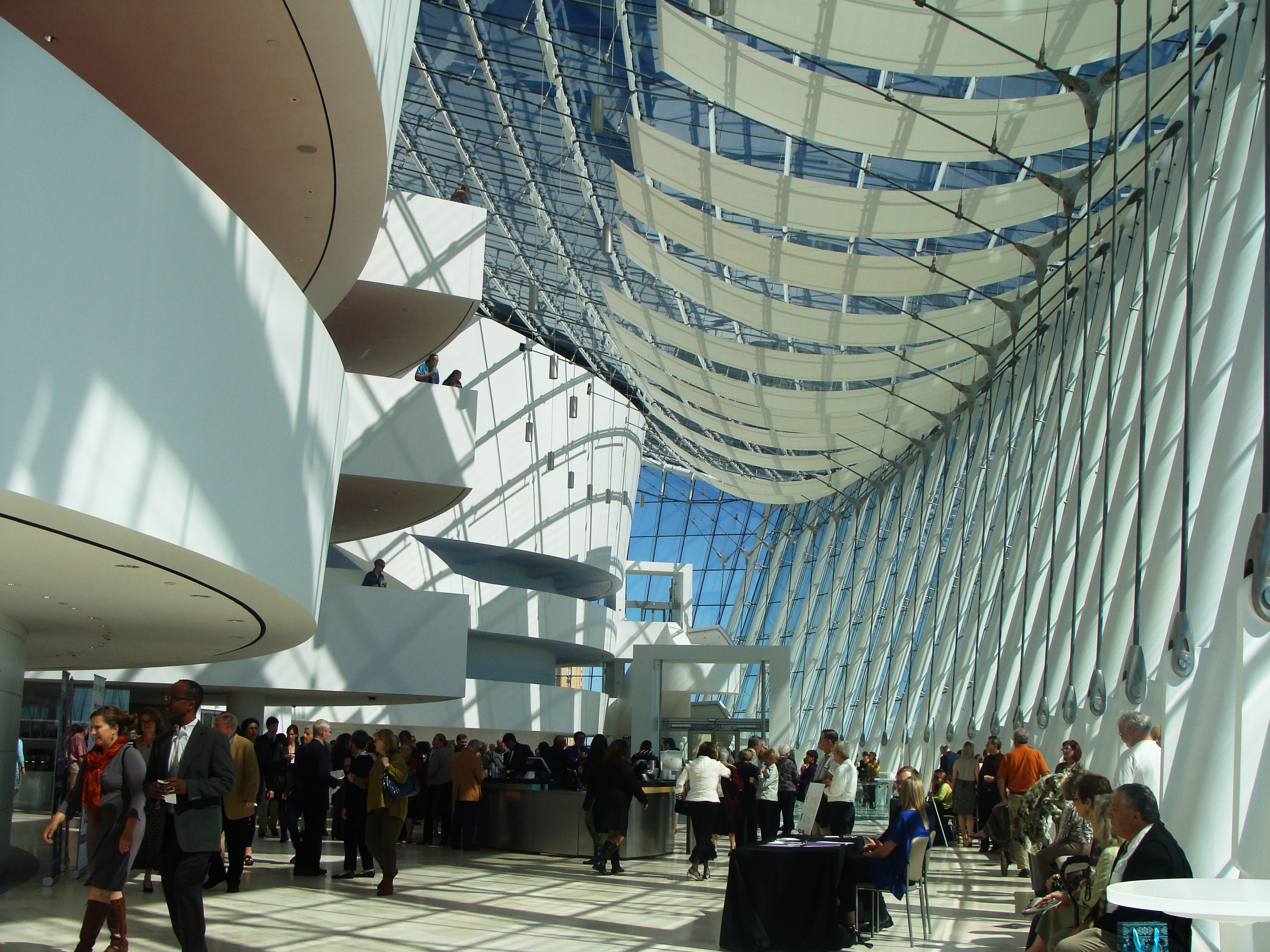
Veduta della Sala Grande

La Brandmeyer Great Hall collega il Muriel Kauffman Theatre e la Helzberg Hall e offre un'ampia vista sulla skyline di Kansas City a sud. Serve come lobby per gli avventori durante le serate di spettacolo ed è disponibile anche per eventi speciali. La grande sala bianca incontaminata fornisce l'accesso alle sale degli spettacoli da una serie di balconi aperti impilati. Ciò significa che nelle serate di spettacolo, gli avventori che partecipano agli eventi in entrambe le sale sono visibili l'uno all'altro, così come alla città sottostante.

## Inaugurazione
La celebrazione della Grande Inaugurazione del Kauffman Center for the Performing Arts si svolse nel fine settimana del 16-18 settembre 2011. La celebrazione del venerdì sera, intitolata "An Evening of Theatrical Delights", inaugurò il Muriel Kauffman Theatre. Il tenore Plácido Domingo tenne un concerto speciale, marcando il suo debutto a Kansas City. Era accompagnato dalla Kansas City Symphony e Coro, diretta da Michael Stern. Tra gli altri artisti all'inizio della serata figuravano Canadian Brass, Kansas City Ballet, Tommy Tune, Patti LuPone, con apparizioni speciali della Lyric Opera of Kansas City, dell'Università del Missouri – Kansas City Conservatory of Music and Dance, Robert Gibby Brand e la Kansas City Symphony. La serata culminò nella proiezione di "Projections", una produzione audiovisiva di Quixotic e del Baruch/Gayton Entertainment Group. L'elemento visivo della produzione venne proiettato sulla facciata del Kauffman Center e presentava un'animazione che faceva sembrare che l'edificio stesse prendendo vita. I ballerini dal vivo erano sospesi sopra l'edificio tramite cavi per interagire sia con l'animazione che con la colonna sonora originale.
La celebrazione del sabato sera, intitolata "An Evening of Acoustical Wonder", inaugurò la Helzberg Hall, con l'intenzione di mettere in mostra l'acustica della sala. Il violinista Itzhak Perlman e la cantante e pianista jazz Diana Krall si esibirono entrambi in concerto. La serata includeva anche brani della Kansas City Symphony con il direttore Michael Stern, del Kansas City Symphony Chorus e di Bobby Watson & l'American Jazz Museum Orchestra.
Domenica 18 settembre il Kauffman Center organizzò un'apertura al pubblico gratuita e si stima che circa 55.000 persone siano entrate dalle porte quel giorno. Decine di spettacoli su un'ampia varietà di generi, tutti quanti locali a Kansas City, si svolsero al Muriel Kauffman Theatre e alla Helzberg Hall, nonché su quattro palchi all'aperto.

## Collaborazioni
Il Kauffman Center for the Performing Arts offre anche opportunità di partnership per organizzazioni locali, regionali e studentesche nell'area di Kansas City. Nella stagione inaugurale tali collaborazioni includevano i Kansas City Friends of Alvin Ailey, la Harriman-Jewell Series, l'Heartland Men's Chorus, la Kansas City Broadway Series, i Kansas City Friends of Chamber Music, l'Università del Missouri - Kansas City Conservatory of Music e Dance Artist Series, la Kansas City Jazz Orchestra, la Youth Symphony of Kansas City ed il Starlight Children's Theatre.

## Formazione scolastica
Il programma Open Doors del Kauffman Center è un programma educativo e un'iniziativa comunitaria che offre alle scuole dell'area metropolitana di Kansas City l'opportunità di portare i bambini al Kauffman Center. Attraverso l'Open Doors Transportation Fund, le donazioni aiutano a rendere più accessibile il costo per portare i bambini agli spettacoli del Kauffman Center. Attraverso l'Open Doors Tickets Fund, le donazioni aiutano a compensare il costo dei biglietti per vari eventi al Kauffman Center, al fine di fornire esperienze di arti dello spettacolo gratuite o a basso costo per i destinatari del programma supportati da agenzie senza scopo di lucro selezionate.
Il 13 febbraio 2012 il Grammy Museum annunciò che avrebbe debuttato con il suo programma Music Revolution al Kauffman Center for the Performing Arts nel giugno 2012. Il programma ospiterà venticinque ragazzi tra i 15 ei 23 anni, selezionati dopo una domanda e un processo di audizione. Gli studenti trascorreranno quattro settimane ricevendo un'istruzione intensiva e un tutoraggio nel loro genere musicale preferito e avranno l'opportunità di provare ed esibirsi sia al Kauffman Center che al vicino Sprint Center.

## Arts District Garage

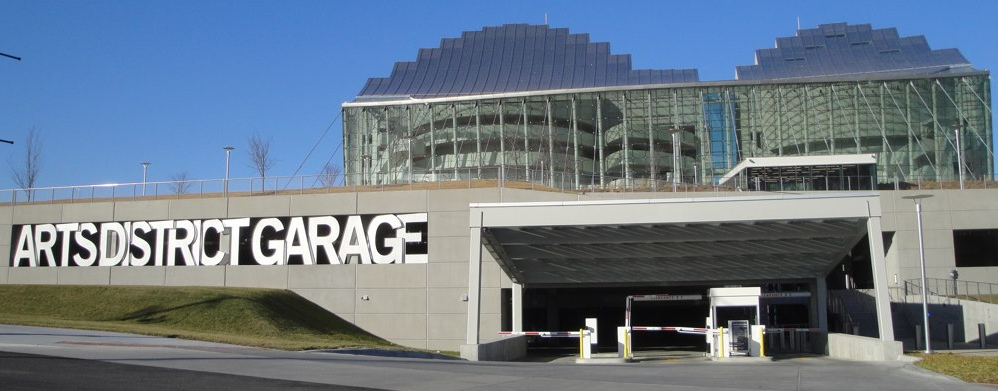
Il Kauffman Center for the Performing Arts

Adiacente al lato sud del Kauffman Center si trova il garage dell'Arts District, di proprietà e gestito dalla città. Il progetto da 47 milioni di dollari è stato pagato in obbligazioni. Fornisce un parcheggio coperto per i partecipanti al Kauffman Center, con ingressi sulla 17a Street e la Wyandotte Street. Il garage Arts District dispone anche di appositi spazi riservati alle auto elettriche, completi di stazione di ricarica per auto. Il tetto del garage funge anche da paesaggio per il Kauffman Center. Ha richiesto 300 000 pezzi di schiuma ad alta densità, 3 000 tonnellate di miscela di sabbia e 9 290 metri quadrati di zolla. Il tetto verde ecologico è stato progettato e realizzato dall'architetto paesaggista locale Jeffrey L. Bruce & Company. I progetti di costruzione normalmente interrompono il naturale ecosistema degli spazi verdi, quindi Bruce e il suo team hanno lavorato per ristabilire la sostenibilità del nuovo prato antistante, che consiste in festuca e Reveille, un'erba a basso consumo idrico. Oltre a rendere più attraente la facciata del Kauffman Center e fornire un'area per eventi all'aperto, il tetto verde del garage riduce il calore distruttivo inerente ai lotti pavimentati più tradizionali.

### Tersicore
Come parte dell'ordinanza One Percent for Art della città di Kansas City, un'installazione di arte multimediale mista chiamata "Terpsichore for Kansas City" fu collocata nel garage dell'Arts District. Prende il nome dalla Musa Tersicore della mitologia greca che regnava sul canto e sulla danza corale. L'installazione è una combinazione di composizioni musicali originali suonate su altoparlanti nel soffitto e un "organo luminoso" a quattro piani. L'organo luminoso è costituito da sette tubi acrilici che racchiudono una serie di luci a LED, che si muovono in sincronia con la musica sopra la testa.

## Interpreti e spettacoli importanti
- Kansas City Ballet
- Kansas City Symphony
- Lyric Opera of Kansas City
- Willie Nelson (August 16, 2012)
- Aretha Franklin
- Alvin Ailey American Dance Theater
- Ben Folds
- Diana Krall
- Idina Menzel
- Itzhak Perlman
- Joyce DiDonato
- Ladysmith Black Mambazo
- Laurie Anderson
- Lily Tomlin
- Mavis Staples
- Philip Glass
- Plácido Domingo
- Yo-Yo Ma
- https://acda.org/conferences/honorchoirs%7Ctitolo%3D2023[collegamento interrotto][28]

## Galleria d'immagini

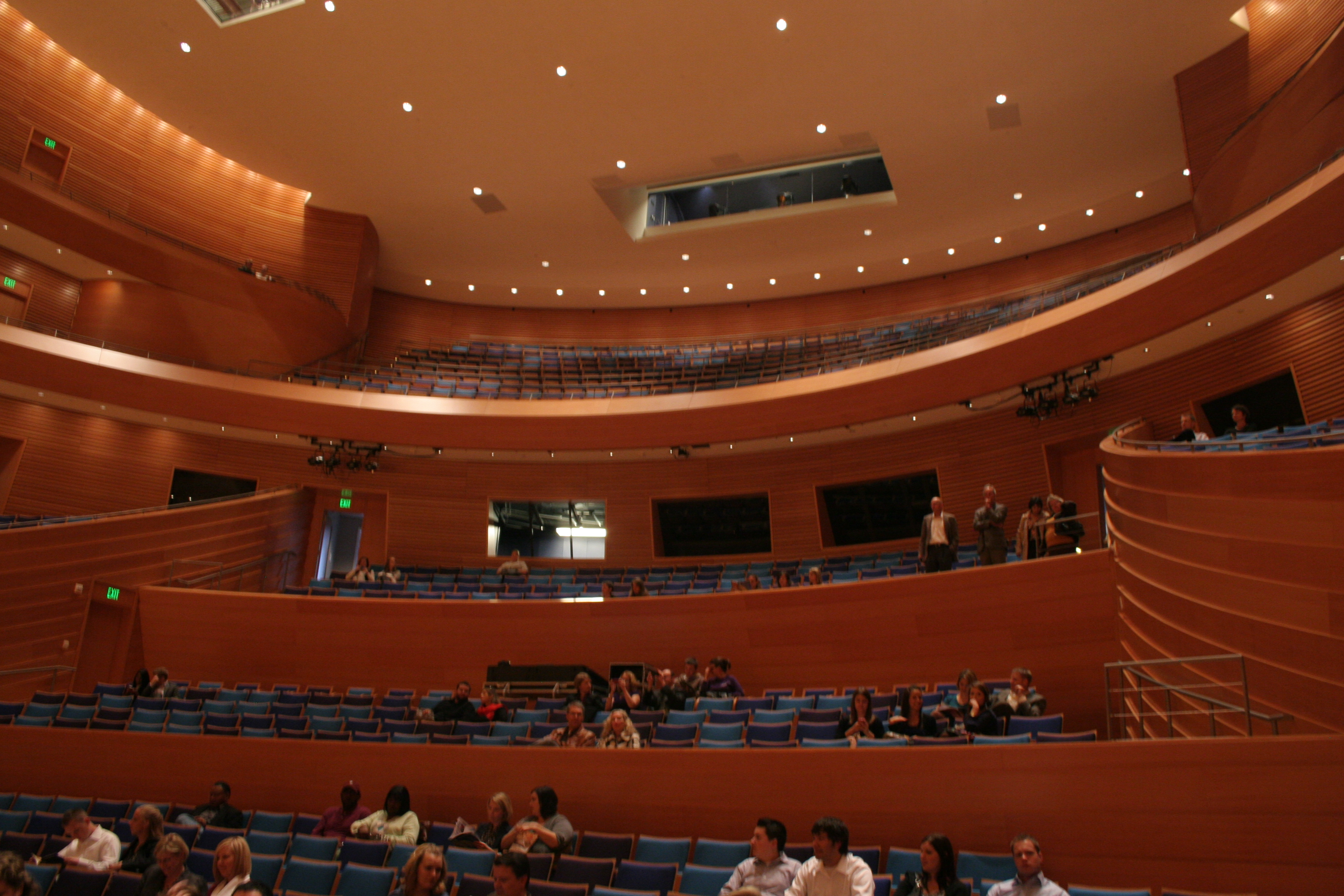
Presa a un evento GenKC
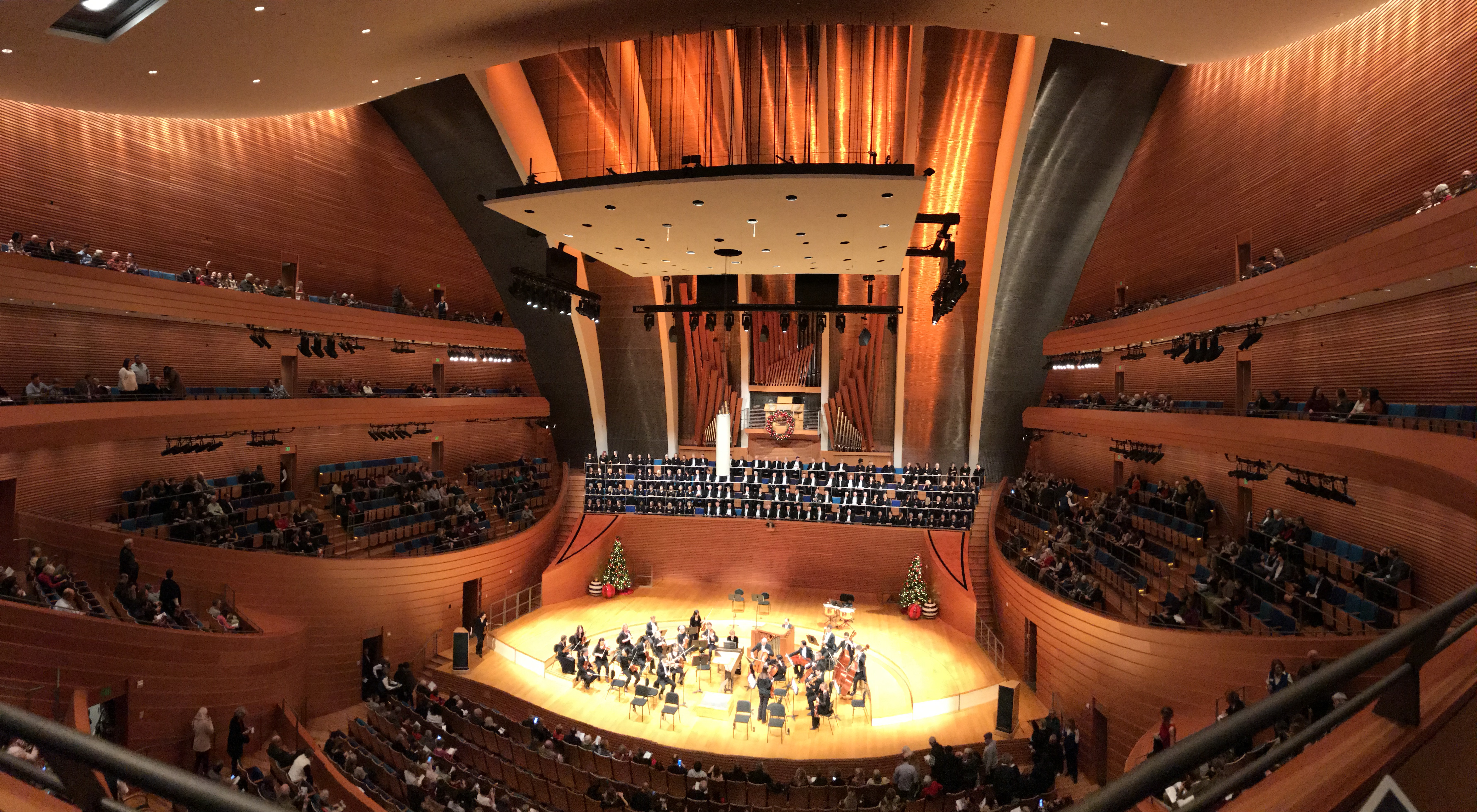
La Helzberg Hall
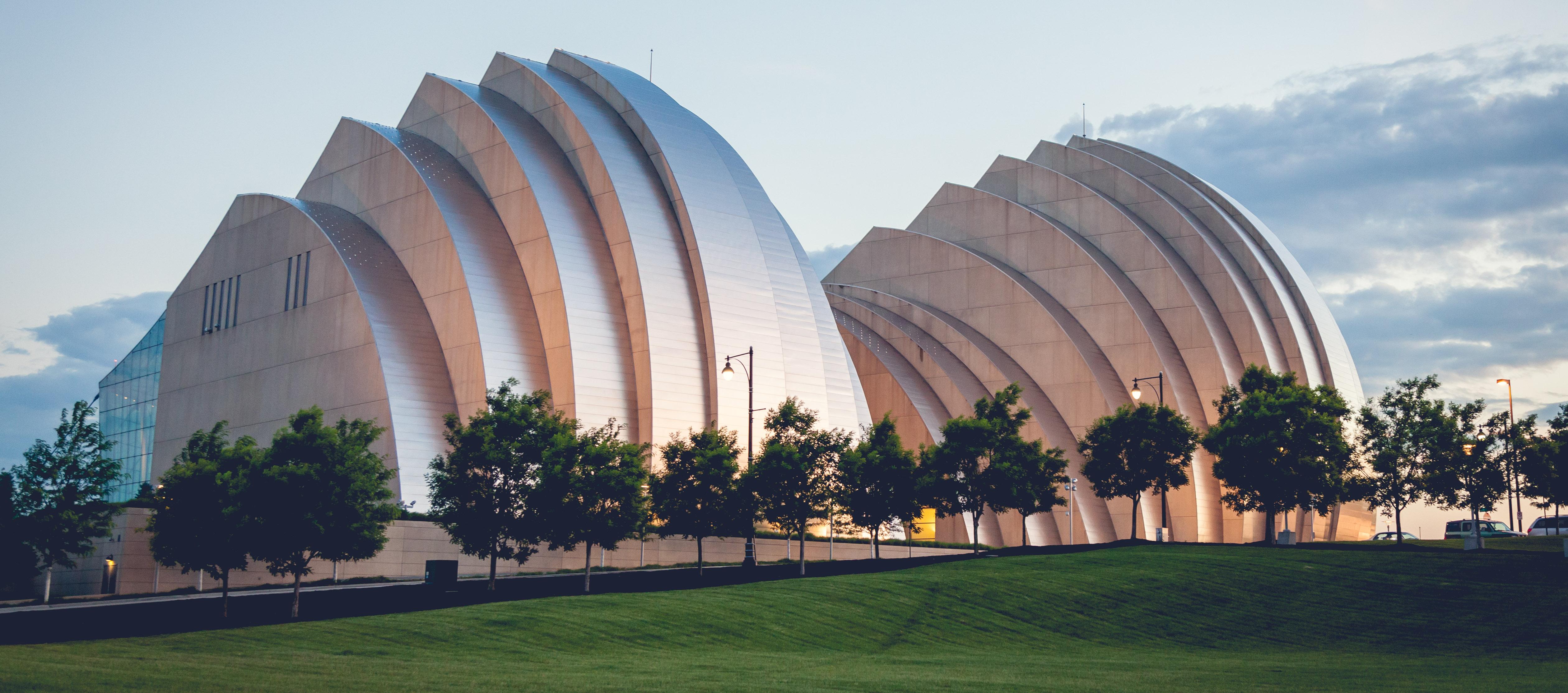
Kauffman Center
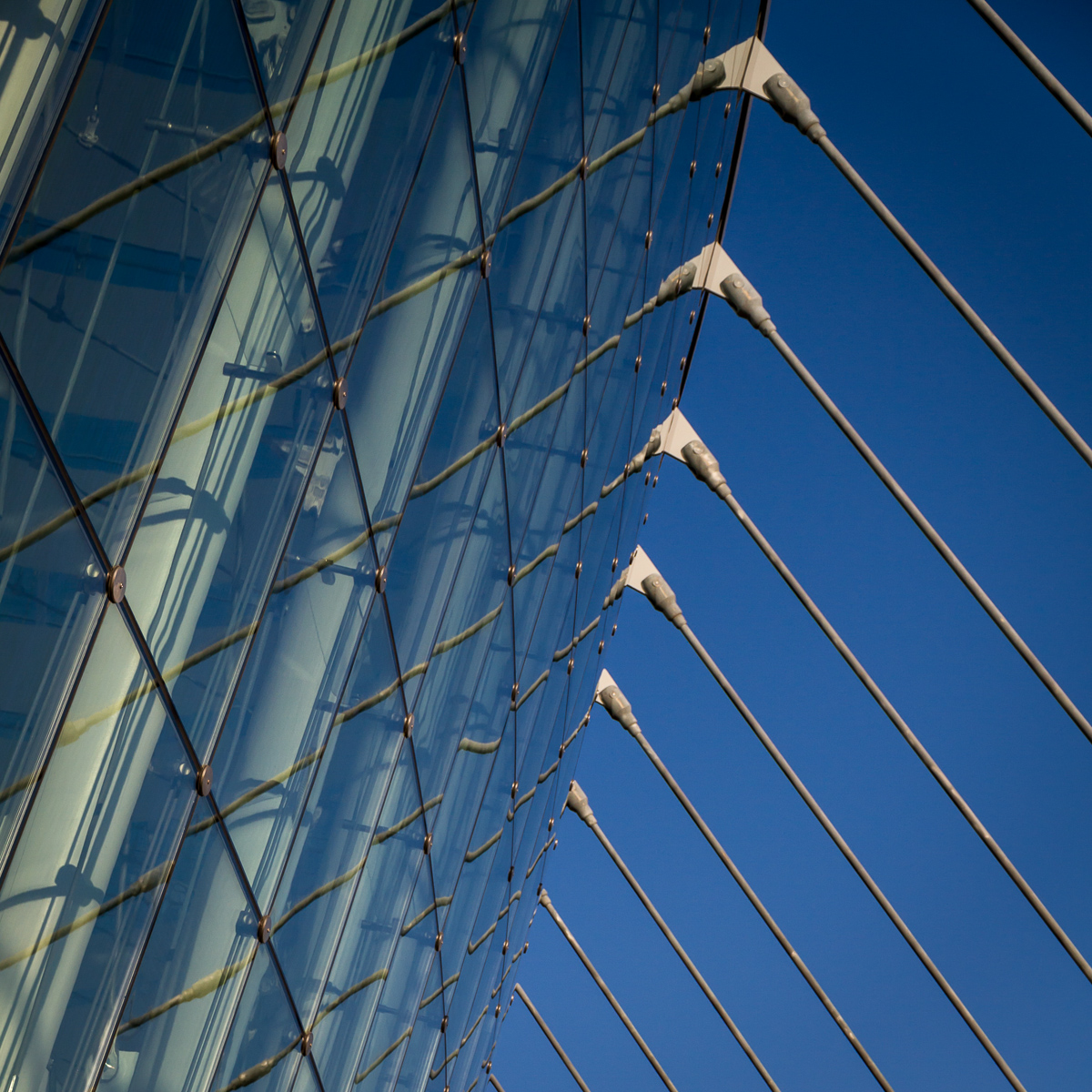
Riflessione di supporto
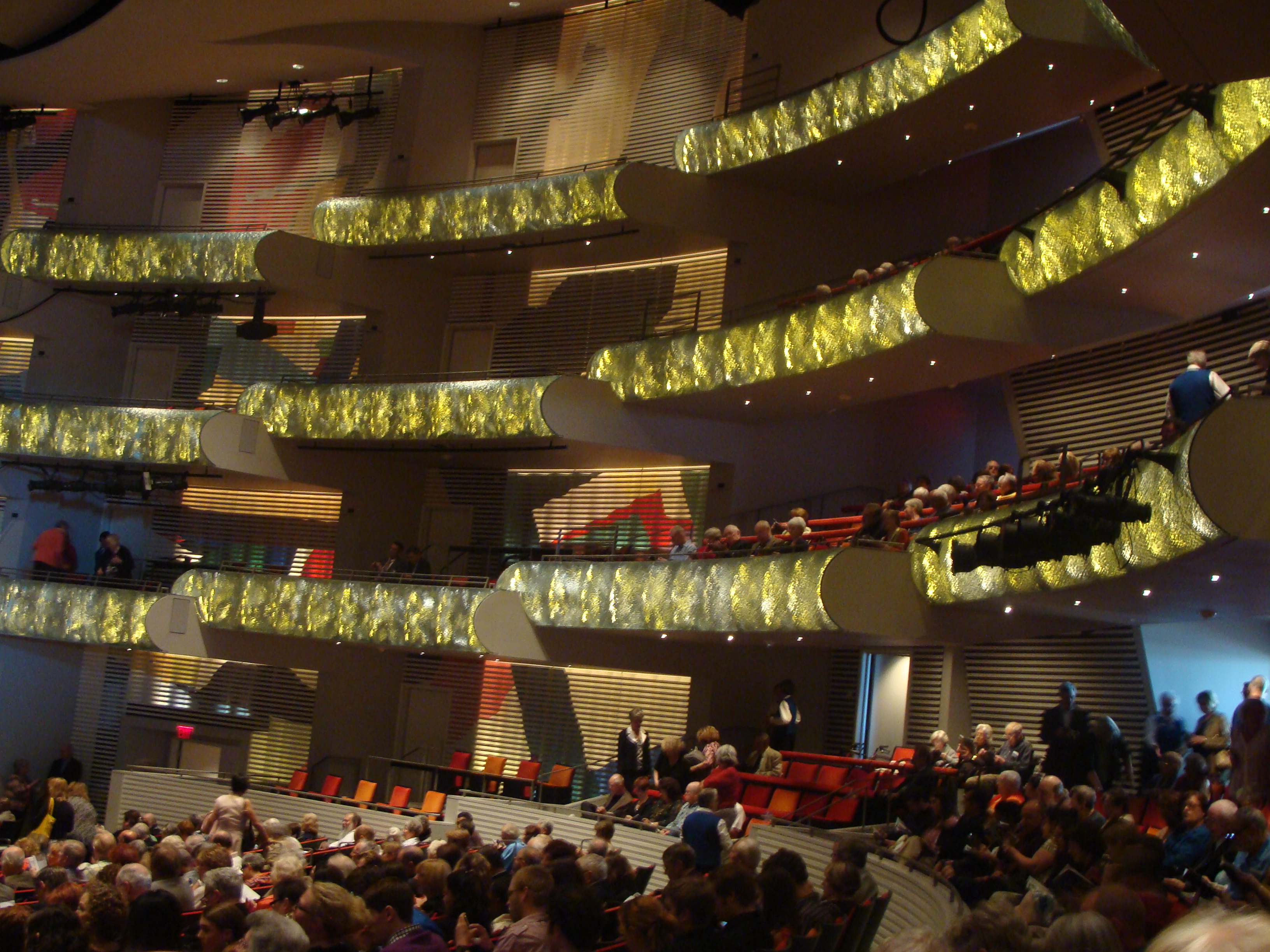
Kauffman Center for the Performing Arts, Kansas City
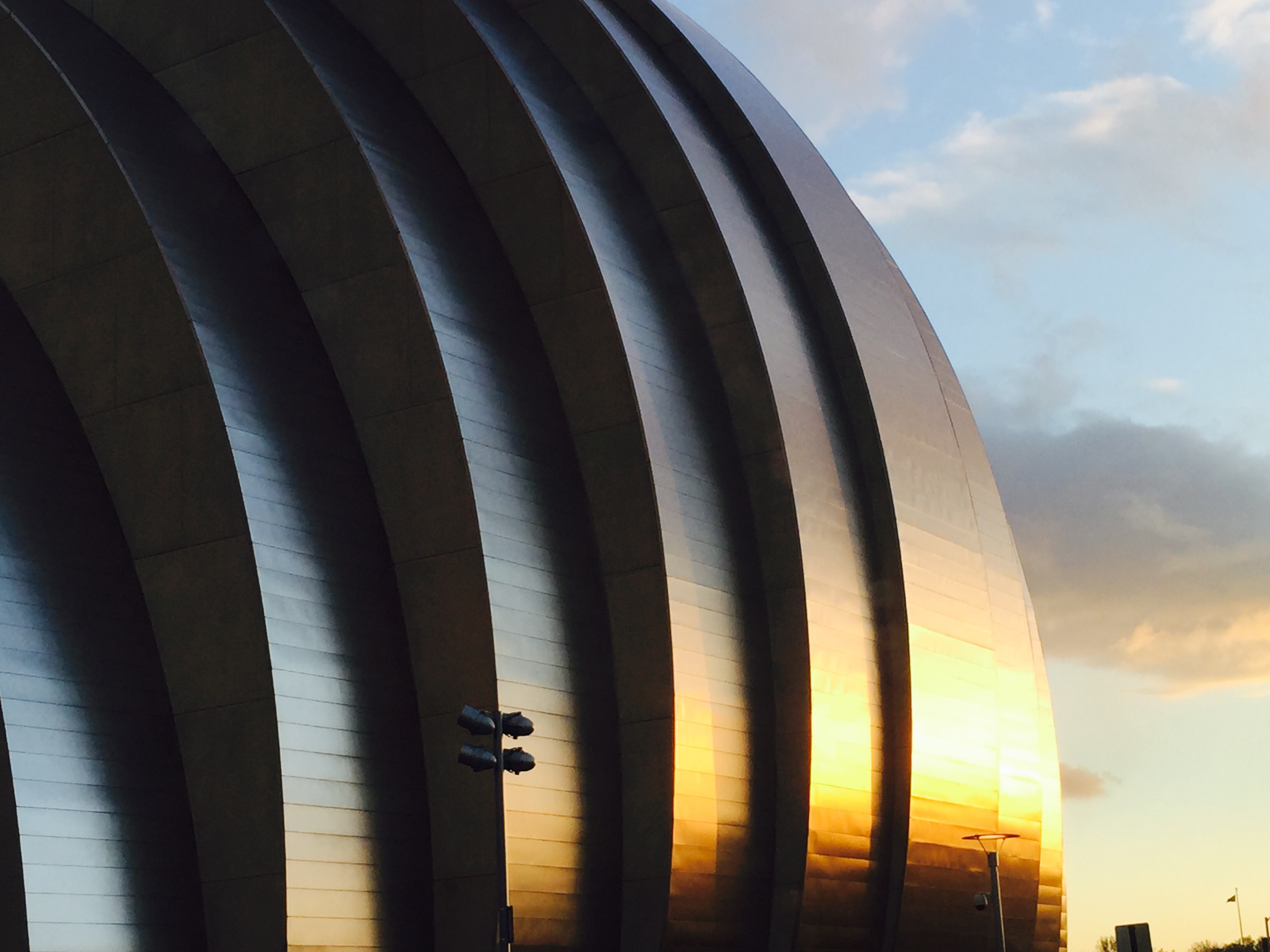
Kauffman Center for Performing Arts. Sera
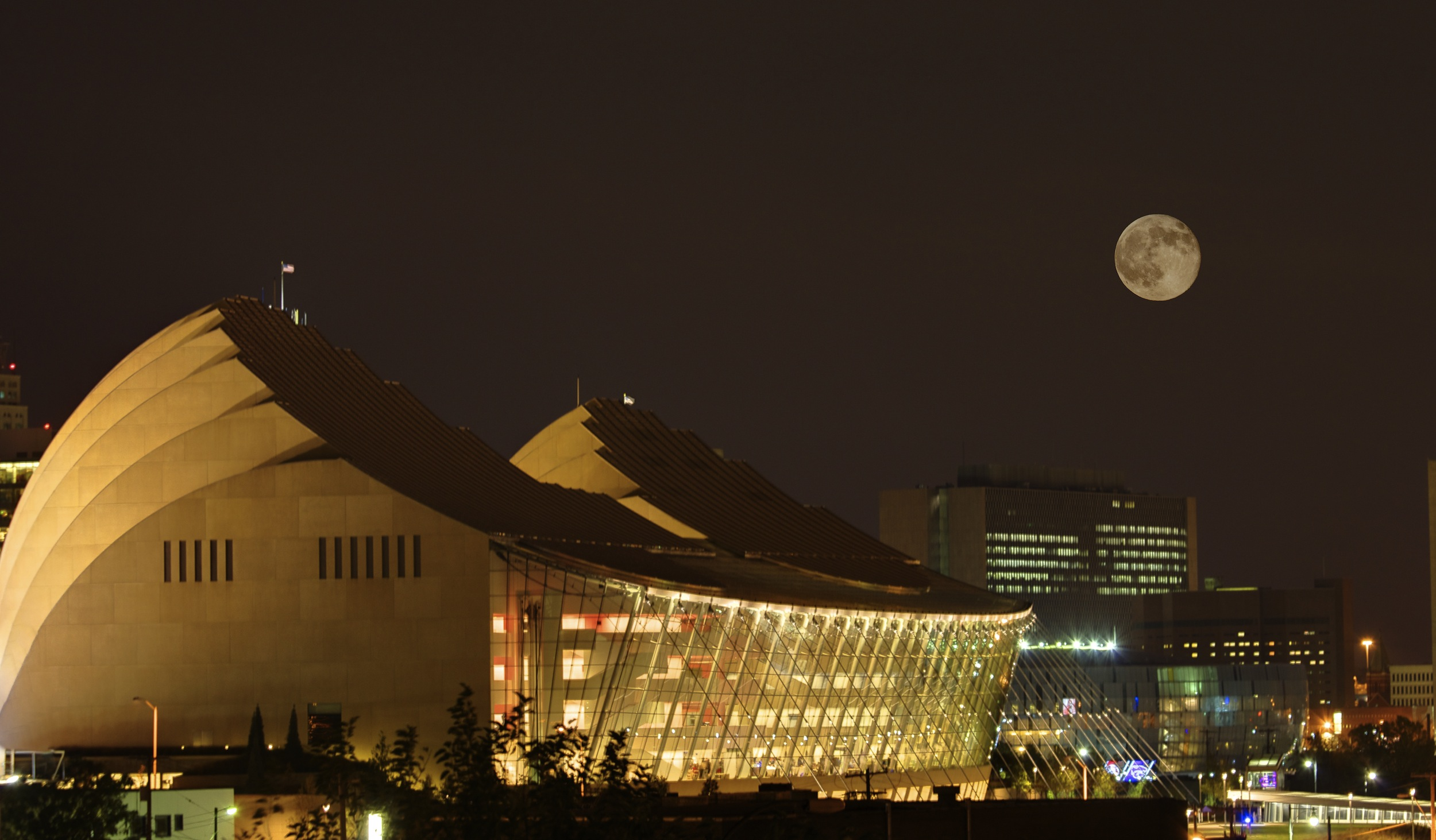
Kauffman Center for the Performing Arts
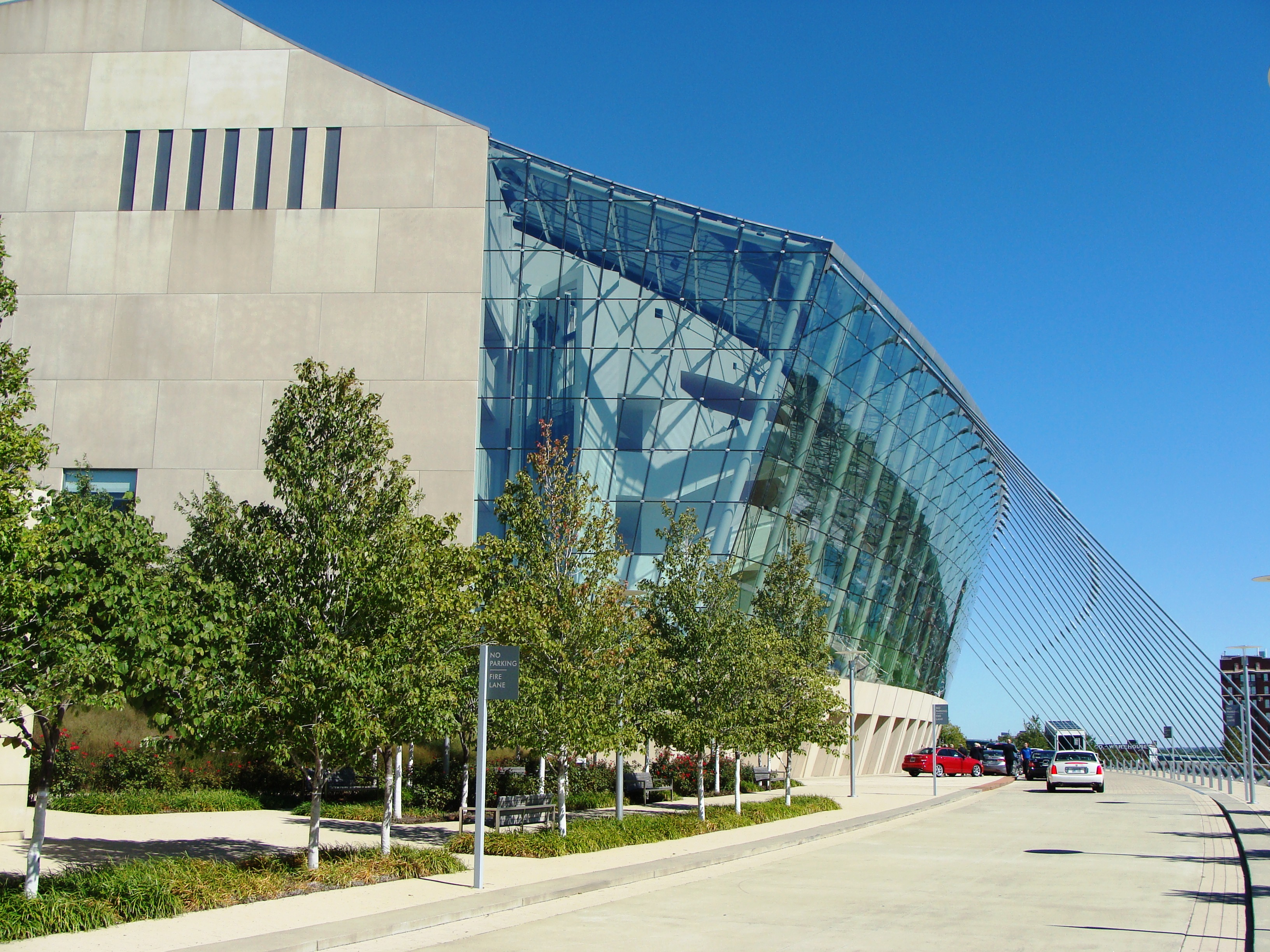
Kauffman Center for the Performing Arts